# Dioksyny

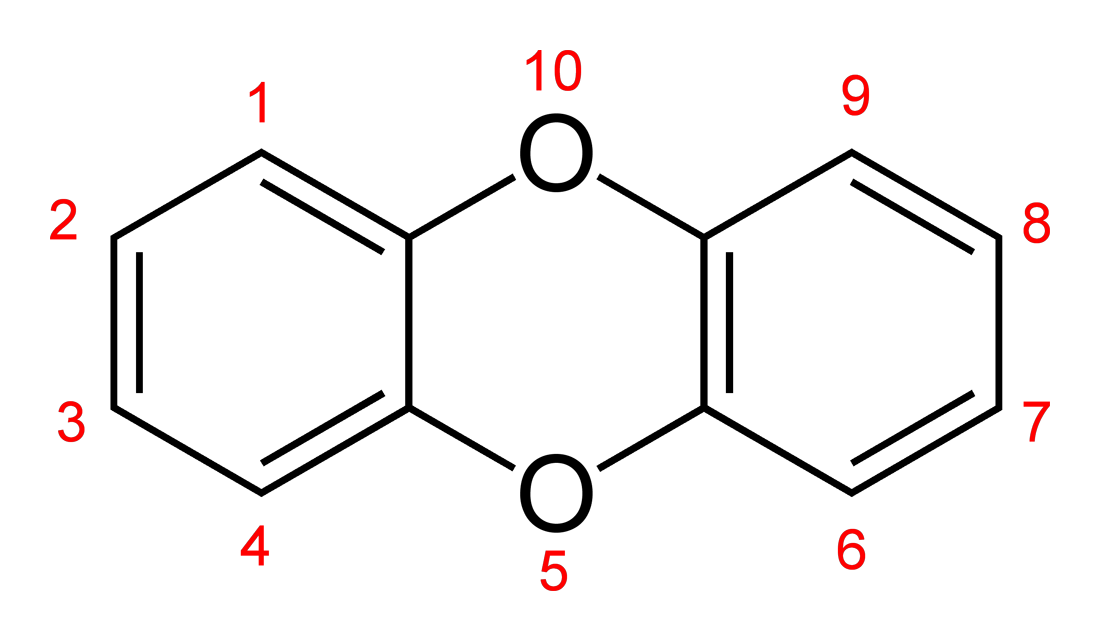
Wzór strukturalny dibenzo-1,4-dioksyny

Dioksyny, polichlorowane dibenzo-p-dioksyny (ang. polychlorinated dibenzodioxins, PCDDs) – grupa organicznych związków chemicznych, będących pochodnymi dibenzo-1,4-dioksyny (oksantrenu). Ich szkielet tworzy jeden, centralnie położony, pierścień dioksanowy oraz dwa połączone z nim pierścienie benzenowe, w których atomy wodoru podstawione są atomami chloru w różnych konfiguracjach. Jak dotąd poznano i opisano 75 toksycznych kongenerów z grupy PCDDs. Szczególnie niebezpieczne jest 17 z nich, w których cząsteczce znajduje się 4–6 atomów chloru. Najgroźniejsze z nich są jednak te, w których pierwiastek ten występuje w pozycjach: 2,3,7,8.
Dioksyny, wraz z polichlorowanymi dibenzofuranami (ang. polychlorinated dibenzofurans, PCDFs) oraz polichlorowanymi bifenylami (ang. polychlorinated biphenyls, PCBs), tworzą grupę tzw. związków dioksynopodobnych (ang. dioxin-like compounds, DLCs). Z uwagi na swoją strukturę chemiczną wszystkie DLCs wykazują charakter hydrofobowy. Ich rozpuszczalność w wodzie jest mniej więcej wprost proporcjonalna do liczby atomów chloru w cząsteczce.
Najbardziej niebezpiecznym kongenerem PCDDs jest 2,3,7,8-tetrachlorodibenzodioksyna (2,3,7,8-TCDD lub TCDD). Aby móc przedstawić toksyczność innych dioksyn w postaci wymiernej, liczne dane toksykologiczne i biochemiczne dotyczące tych substancji zostały sprowadzone do jednej wartości, tworząc w ten sposób tzw. współczynnik równoważny toksyczności (ang. toxic equivalency factor, TEF). Za punkt odniesienia przyjęto, najbardziej toksyczną, 2,3,7,8-TCDD, która przyjmuje wartość 1. Toksyczność innych kongenerów określa się współczynnikami, mającymi postać ułamków dziesiętnych. Dioksyny występują w środowisku najczęściej w postaci mieszanin kongenerów, różniących się między sobą poziomem toksyczności. Aby określić całkowity poziom toksyczności mieszaniny dwóch lub więcej różnych kongenerów, używa się z kolei tzw. równoważnika toksyczności (ang. toxic equivalency, TEQ). Stanowi on sumę iloczynów zawartości masowych poszczególnych składników analizowanej mieszaniny oraz przypisanych im jednostkowych współczynników TEF. Jest to wartość masowa, wyrażana zazwyczaj w pikogramach [pg] lub nanogramach [ng].

## Źródła środowiskowe

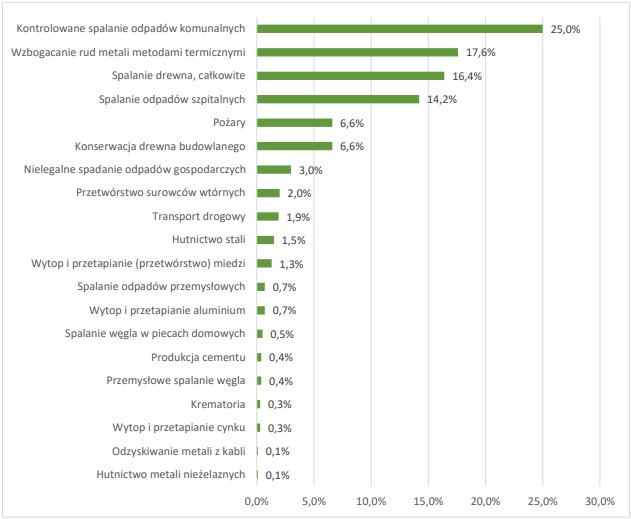
Procentowy udział źródeł emisji dioksyn w krajach Unii Europejskiej w latach 1995–1997

Dioksyny nie mają żadnego praktycznego zastosowania (oprócz kilku udokumentowanych przypadków wykorzystania ich jako trucizn) i nigdy nie były celowo wytwarzane przez człowieka. Największym środowiskowym źródłem tych związków jest spalanie odpadów: przemysłowych i komunalnych, a także medycznych. Konkretnie – powstają one podczas spalania organicznych związków chemicznych zawierających chlor. Przykładem takiej reakcji jest spalanie benzyn ołowiowych zawierających w składzie chlorowcopochodne węglowodorów (np. 1,2-dichloroetan), jak również spalanie benzyn bezołowiowych w silnikach nieposiadających sprawnych katalizatorów. Dioksyny powstają również jako produkty uboczne w wielu procesach chemicznych, np. w produkcji tworzyw sztucznych oraz niektórych pestycydów. Główną gałęzią przemysłu odpowiedzialną za ich emisję jest przemysł celulozowo-papierniczy, w którym dioksyny powstają podczas bielenia pulpy celulozowej przy użyciu chloru. Innym, również znaczącym, źródłem dioksyn jest przemysł metalowy, w tym m.in.: przetapianie złomu i surowców wtórnych oraz odzysk metali. W mniejszym stopniu do emisji tych związków przyczynia się także przemysł tekstylny i skórzany. W krajach członkowskich Europejskiej Agencji Środowiska w 2015 głównym źródłem łącznej emisji dioksyn i furanów były odpady (28%), a niewiele mniej pochodziło z branży pozaprzemysłowej (utrzymanie domów, instytucji czy firm). Przemysł był źródłem 10% emisji, a sektor energetyczny – 24%. Ponadto wyróżniane jest zużycie energii w przemyśle, odpowiedzialne za prawie 9% emisji. Transport czy rolnictwo miały niewielki udział.
Głównym źródłem zanieczyszczenia wód dioksynami są zakłady przeróbki drewna i papieru (np. papiernie, celulozownie). Substancje te, ze względu na swój charakter hydrofobowy, ulegają adsorpcji na powierzchni substancji zawieszonych w wodzie i wraz z nimi opadają na dno. Inaczej sytuacja ta przedstawia się na lądzie. Zawartość DLCs w roślinach rosnących na zanieczyszczonych glebach jest bardzo niska. Z uwagi na hydrofobowy charakter związki te, zawarte w glebie, nie są transportowane przez system korzeniowy do pędu. Wyniki badania porównującego zawartość dioksyn w oleju słonecznikowym otrzymywanym z nasion roślin rosnących na glebie skażonej oraz nieskażonej nie wykazały istotnych różnic pomiędzy tymi dwoma przypadkami.
Dioksyny mogą również powstawać na drodze samorzutnej syntezy w procesach składowania odpadów (np. w składowiskach odpadów czy kompostowniach). Powstają wówczas z prekursorów (związki chloroorganiczne) w wyniku złożonych reakcji biochemicznych. W kompoście, po oddzieleniu materiałów segregowanych, przeznaczonych do recyklingu lub spalenia, zawartość związków tych może wynosić nawet do 100 ng TEQ/kg.

### Katastrofy ekologiczne
Zupełnie inną kategorię środowiskowych źródeł dioksyn stanowią różnego rodzaju katastrofy ekologiczne, takie jak: awarie fabryk (oraz związane z nimi wycieki różnych substancji), erupcje wulkanów, czy też pożary. Tego typu zdarzenia losowe mogą spowodować emisję bardzo dużej ilości chemikaliów w krótkim czasie. Ponieważ dioksyny łatwo rozprzestrzeniają się za pośrednictwem powietrza i wody nawet na bardzo duże odległości, następstwami tego typu katastrof jest często skażenie, które dotyka rejony oddalone nawet o wiele kilometrów od jego źródła. Potwierdzają to podwyższone stężenia dioksyn odnotowywane u Inuitów (Eskimosów) oraz niedźwiedzi polarnych zamieszkujących Grenlandię.

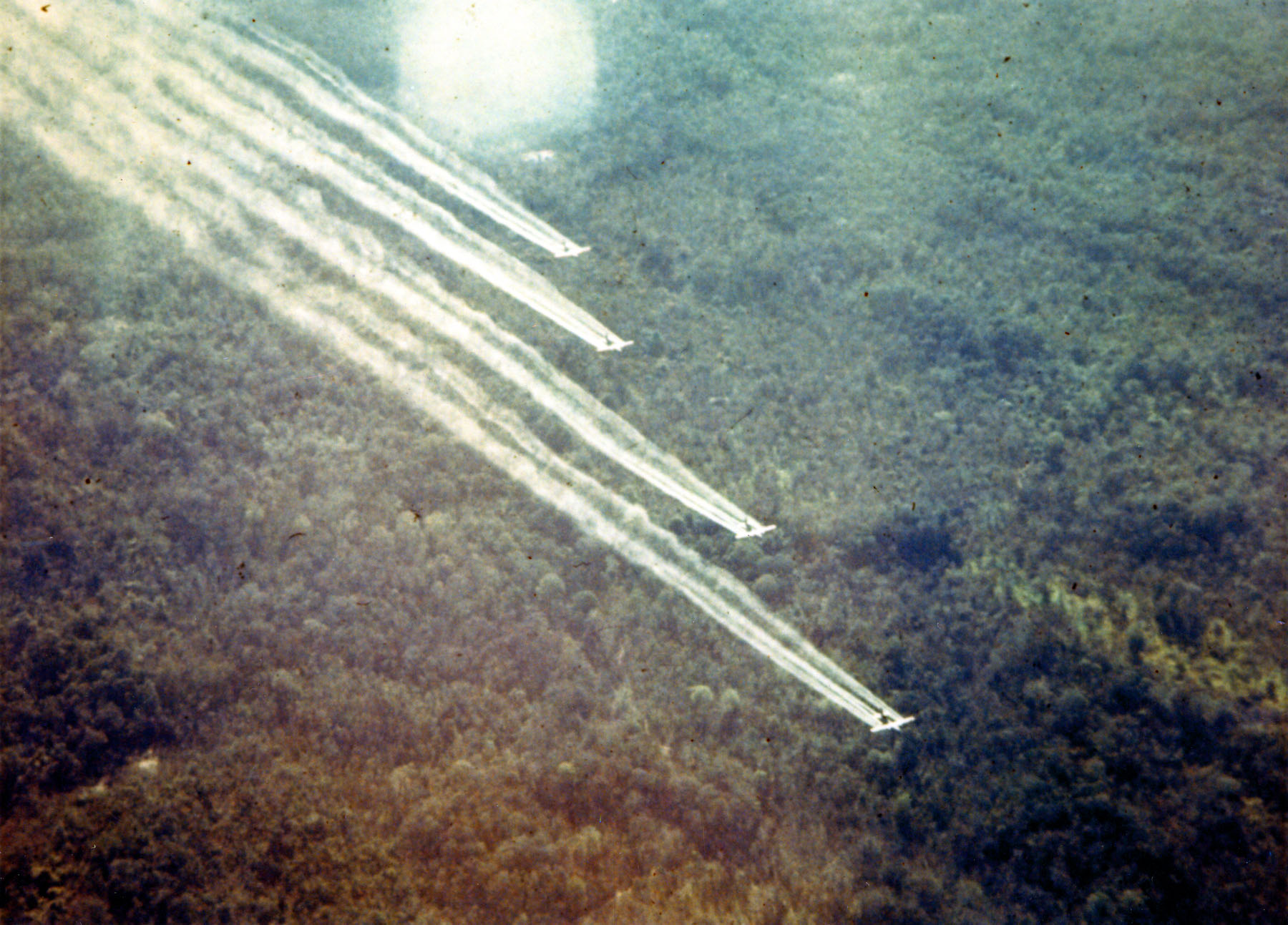
Opryski „tęczowymi herbicydami” w Wietnamie

Najbardziej znanym przykładem użycia (nieświadomego) dioksyn przez człowieka była wojna w Wietnamie. Amerykańskie wojska, chcąc uniemożliwić wietnamskim partyzantom ukrycie się w dżungli, przeprowadzały w latach 1961–1971 wielkoobszarowe opryski, używając do tego celu defoliantów zwanych „tęczowymi herbicydami”. Jednym z nich był tzw. „Agent Orange” (ang. „czynnik pomarańczowy”), zawierający w swoim składzie 2,3,7,8-TCDD. Związek ten nie był jednak oficjalnym składnikiem defoliantu, a jedynie nieprzewidzianym (i długo nieodkrytym) zanieczyszczeniem powstałym na etapie jego produkcji w fabrykach. Oprócz zamierzonego efektu defoliacji rozpylanie nad olbrzymimi obszarami tej mieszaniny przyniosło jeszcze jeden – zupełnie nieoczekiwany – skutek. Wielu ludzi z obu stron konfliktu, którzy przeżyli tę wojnę, a mieli styczność z defoliantami, skarżyło się na różne objawy zdrowotne, zaś u ich dzieci wykrywano często wady rozwojowe.
W 1976 roku we Włoszech doszło do tzw. katastrofy w Seveso. W wyniku nieprzewidzianej reakcji egzoenergetycznej nastąpiło rozszczelnienie reaktora chemicznego zawierającego 2,4,5-trichlorofenol. Ogromna ilość TCDD wyciekła do środowiska. Po tym incydencie u wielu pracowników fabryki diagnozowano m.in. neuropatię obwodową, hipercholesterolemię oraz porfirie wątrobowe. U kobiet zamieszkujących region dotknięty skażeniem obserwowano natomiast m.in. znacznie zwiększoną częstotliwość zachorowań na endometriozę. Dokładna masa dioksyn, jakie przedostały się wówczas do atmosfery, nie jest znana, jednak biorąc pod uwagę warunki reakcji, mogło to być nawet około jednego kilograma.

## Przedostawanie się dioksyn do organizmu

### Inhalacja
Około 8% całkowitej masy DLCs skumulowanych w organizmie człowieka dostaje się do niego przez wdychane powietrze. Przeprowadzone w 1995 roku w Europie Zachodniej badania wykazały, iż poziom dioksyn w powietrzu wynosi od 0,001 do 6 pg TEQ/m³, przy czym wartość 0,001 pg/m³ przyjęto za próg oznaczalności. Wiele analiz zawartości DLCs w organizmie człowieka wykazało, iż jest ona średnio o dwa rzędy wielkości wyższa, niż wynikałoby to wyłącznie z wdychania zanieczyszczonego powietrza. Statystyczny człowiek o masie 80 kg wdycha dziennie ok. 30 m³ powietrza o stężeniu dioksyn 0,05 pg TEQ/m³. Przy założeniu 100% akumulacji dioksyn w organizmie ich stężenie w tkance tłuszczowej powinno wynosić ok. 0,20 ng TEQ/kg. W rzeczywistości wartość ta zazwyczaj znajduje się w przedziale 5–20 ng TEQ/kg. Wynika stąd jednoznacznie, że podstawowe źródło przedostawania się dioksyn do organizmu człowieka musi być inne.

### Droga pokarmowa
Szacuje się, że około 90% masy DLCs przedostających się do organizmu człowieka trafia do niego wraz z pożywieniem. 27,5% z tej wartości stanowi mięso oraz podroby mięsne, 27% – ryby i owoce morza, natomiast 26,9% – nabiał. Oczywiste jest zatem, że głównym źródłem dioksyn oraz związków dioksynopodobnych w organizmie człowieka są tłuszcze zwierzęce. Średnie dzienne wchłanianie dioksyn trafiających do organizmu wraz z pożywieniem wynosi w polskiej populacji: od lipca do września – ok. 116,93 pg TEQ na osobę, zaś w pozostałych miesiącach – ok. 80,37 pg TEQ. Podobnie sytuacja wygląda w innych europejskich krajach: w Niemczech jest to ok. 85 pg TEQ, natomiast w Holandii i Anglii – ok. 70,30 pg TEQ.
Człowiek żyjący w środowisku nieskażonym przemysłowo przyjmuje wraz pożywieniem około 1,2–2,5 pg TEQ/kg/dzień, co u statystycznej osoby, ważącej średnio 80 kg, daje około 100–200 pg TEQ/dzień. Według zaleceń Światowej Organizacji Zdrowia (WHO) z 1998 r. za maksymalną (tzw. tolerowaną) dawkę dioksyn (ang. tolerable daily intake, TDI) uznaje się 1 pg TEQ/kg/dzień. Przyjmuje się także, iż dawka 3–5 pg TEQ/kg/dzień stwarza ryzyko kumulowania się dioksyn powodujących działania genotoksyczne i kancerogenne, czego efektem może być znaczące zakłócenie działania układu endokrynnego (hormonalnego). Jest to szczególnie zauważalne w przypadku analizy intensywności wydzielania progesteronu – głównego hormonu odpowiedzialnego za utrzymanie ciąży.
Ze względu na hydrofobowy charakter dioksyn ich zawartość w 1 litrze czystej wody pitnej zazwyczaj nie przekracza 0,1 pg TEQ. Przyjmując, że przeciętny człowiek wypija dziennie około 2 litry wody, daje to nie więcej niż 0,2 pg TEQ na dobę, co stanowi około 0,5% całkowitej ilości dioksyn wchłanianych wraz z pożywieniem.

#### Produkty zwierzęce
Prowadzone w latach 2002–2006 badania ryb z Morza Bałtyckiego wykazały przekroczenie dopuszczalnych stężeń PCDDs i PCBs w 80% pobranych próbek łososi, 16% szprotów oraz 3% śledzi. Gdy przeanalizowano natomiast próbki wędzonego łososia bałtyckiego oraz wędzonego szprota z polskiego rynku, stwierdzono w nich stężenie wspomnianych ksenobiotyków na poziomie 8 pg TEQ/g.
W 2004 roku w Holandii przeprowadzono analizę zawartości PCDDs i PCBs w produktach pochodzenia zwierzęcego. Najwyższe stężenia odnotowano wówczas w produkowanym tam maśle (1,5 pg TEQ/g), żółtym serze (0,29 pg TEQ/g) oraz mięsie (0,05–0,18 pg TEQ/g), najmniejsze natomiast w krowim mleku (0,01 pg TEQ/g).
Dioksyny, podobnie jak wiele innych ksenobiotyków, przenikają z krwi matki do mleka, osiągając w nich wysokie stężenia. Szczególną uwagę zwraca się na problem dużej zawartości DLCs w mleku ludzkim (około 25–40 ng TEQ/kg). Przy założeniu zawartości tłuszczu w mleku kobiecym na poziomie 3% niemowlę karmione piersią przyjmuje w ciągu doby 30–50 razy więcej dioksyn niż przeciętny dorosły człowiek o wadze 80 kg, odżywiający się w sposób typowy. Badania przeprowadzone w 39 państwach przez WHO w 1989 roku wykazały duże zróżnicowanie średnich stężeń DLCs w mleku kobiecym, w zależności od miejsca zamieszkania badanych kobiet. Najwyższe wartości (20–30 pg TEQ/g tłuszczu mlecznego) odnotowano w Belgii, Kanadzie, Finlandii, Hiszpanii oraz Holandii. Najniższe (4–10 pg TEQ/g) należały do mieszkanek Albanii, Węgier oraz Pakistanu. W mleku mieszkanek Szwecji nastąpił znaczny spadek zawartości dioksyn między początkiem lat 70. a połową lat 80. XX w. W następnym dziesięcioleciu spadek był wolniejszy.

#### Produkty roślinne
Stężenie dioksyn i związków dioksynopodobnych w produktach pochodzenia roślinnego jest zazwyczaj niskie. Pomimo lipofilowego charakteru tych związków nawet rośliny oleiste charakteryzują się niewielką ich zawartością. Przykładowo stężenie PCDDs w oleju słonecznikowym wynosi zaledwie 0,01–0,1 ng TEQ/kg. Sytuacja ta ulega jednak zmianie, gdy jadalne części roślin (np. liście sałaty lub kapusty) są narażone na kontakt z powietrzem atmosferycznym zawierającym dioksyny. Rośliny uprawiane na wolnym powietrzu na terenach zanieczyszczonych przemysłowo charakteryzują się zawartością dioksyn na poziomie 0,6–11 ng TEQ/kg suchej masy.
W przeprowadzonych w 2004 roku w Holandii analizach zawartości PCDDs i PCBs w produktach pochodzenia roślinnego zanotowano bardzo szeroką amplitudę wyników. Najniższe wartości oznaczono dla białej kapusty (0,0002 pg TEQ/g), najwyższe natomiast dla jarmużu (0,09 pg TEQ/g). Oba te wyniki mieściły się jednak bez problemu w odpowiednich normach. Stężenie ogólne DLCs przekraczające 0,01 pg TEQ/g stwierdzono z kolei w próbkach ziół, owocach oraz warzywach (kapuście, sałacie i kalafiorze), pochodzących z upraw zlokalizowanych w przemysłowych rejonach północnych Włoch.
Nawet pomimo stosunkowo niskiego stężenia DLCs w warzywach i owocach w przypadku ich dużego spożycia mogą one stanowić istotne źródło dioksyn. Ma to zazwyczaj miejsce w krajach, w których produkty roślinne stanowią jeden z głównych elementów diety. We Francji około 12% DLCs trafia do organizmu z warzywami i owocami, we Włoszech – ok. 14%, natomiast w Hiszpanii – ok. 20%.

### Wchłanianie przez skórę
Przyjmuje się, że około 2% łącznej masy DLCs skumulowanych w organizmie ludzkim dostaje się do niego przez skórę. W sporadycznych przypadkach bezpośredni kontakt powierzchni skóry ze skażonym dioksynami pyłem oraz skażoną sadzą, opadającymi z powietrza jest przyczyną ich przenikania do tkanek podskórnych.

## Wpływ na organizm
Nie ustalono, ile wynosi dawka śmiertelna dioksyn dla organizmu ludzkiego. W trakcie badań prowadzonych na zwierzętach laboratoryjnych dowiedziono natomiast, iż wartość ta może się diametralnie różnić w zależności od badanego gatunku. W przypadku 2,3,7,8-TCDD dla chomików dawka śmiertelna (LD50) wynosi około 5 mg/kg masy ciała, natomiast dla, kilkukrotnie większych, kawii domowych (świnek morskich) tylko 0,001 mg/kg. Brak tutaj jednak jakiejkolwiek korelacji wartości tej z masą ciała, gdyż przykładowo dla – znacznie większego i cięższego od dwóch wyżej wymienionych – szczura LD50 wynosi około 0,2 mg/kg masy ciała.

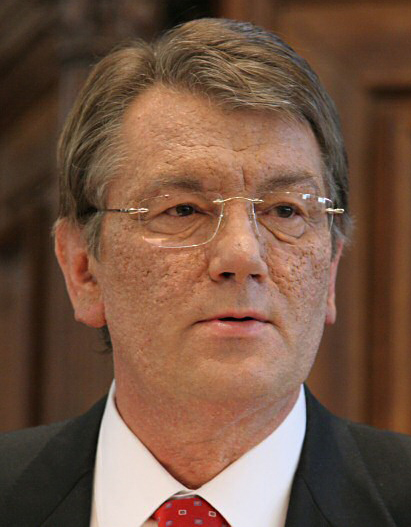
Wiktor Juszczenko z trądzikiem chlorowym, rok po zatruciu TCDD

Najsilniejsze znane zatrucia ludzi TCDD to przypadek Austriaczki z 1998 roku (144 ng TCDD/g tłuszczu w osoczu krwi; oprócz trądziku chlorowego cierpiała ona na dolegliwości żołądkowo-jelitowe) i nieudana próba otrucia kandydata na prezydenta Ukrainy Wiktora Juszczenki (108 ng/g, czyli ok. 50 000 razy więcej niż u osób zdrowych). Nie są znane specyficzne sposoby leczenia. W celu przyspieszenia wydalania dioksyn pacjentom podaje się olestrę (nieprzyswajalny substytut tłuszczu). W przypadku Juszczenki silne zmiany skórne na twarzy ustąpiły po ok. 3–5 latach.
W 2001 roku Komitet Naukowy ds. Żywności Komisji Europejskiej (ang. Scientific Committee on Food, SCF) ogłosił maksymalną tygodniową dawkę tolerowaną (ang. tolerable weekly intake, TWI) dla dioksyn i związków dioksynopodobnych na poziomie 14 pg TEQ/kg masy ciała. Rok później Wspólny Komitet Ekspertów FAO/WHO ds. Dodatków do Żywności (ang. The Joint FAO/WHO Expert Committee on Food Additives, JECFA) wskazał 70 pg TEQ/kg masy ciała jako maksymalną miesięczną dawkę tolerowaną (ang. provisional tolerable monthly intake, PTMI). Odpowiada to w przeliczeniu 2,33 pg TEQ/kg/dobę. Do zbliżonego wyniku doszli w swoich badaniach naukowcy z UK Committee on Toxicity, podlegającemu Światowej Organizacji Zdrowia (WHO), podając jako maksymalną tolerowaną dawkę dobową 2 pg TEQ/kg masy ciała.
Miejscami gromadzenia się dioksyn i związków dioksynopodobnych w organizmie są wątroba oraz tkanka tłuszczowa, a w mniejszym stopniu także skóra. Transport tych związków do narządów docelowych zachodzi w postaci związanej z lipidami i lipoproteinami osocza. Zmagazynowane, ulegają oksydacyjno-redukcyjnemu odchlorowaniu oraz reakcjom rozerwania mostka tlenowego. DLCs w pierwszej kolejności ulegają hydroksylacji, natomiast następnie reakcji sprzęgania z kwasem glukuronowym lub glutationem. Powstałe w ten sposób metabolity są rozpuszczalne w wodzie, co umożliwia ich usunięcie z organizmu wraz z moczem.
Kluczową rolę mechanizmu toksycznego działania wszystkich DLCs na organizm odgrywa cytozolowy receptor węglowodorów aromatycznych (ang. aryl hydrocarbon receptor, AHR), z którym związki te tworzą aktywne kompleksy. Powstałe w ten sposób struktury wędrują następnie do jądra komórkowego, gdzie przyłączają się do odpowiedniego fragmentu DNA, wrażliwego na ten specyficzny ligand. Kompleksy te indukują ekspresję genów odpowiadających za układ monooksygenaz mikrosomalnych. Ich produktami są różne formy cytochromu P448 oraz cytochromu P450, powodujące aktywacje wielu enzymów w wątrobie. Najważniejszymi z nich są: hydroksylazy węglowodorów aromatycznych (ang. aryl hydrocarbon hydroxylaze, AHH), O-dealkilaza 7-etoksyrezorufiny (EROD), UDP-glukuronozylotransferaza oraz dekarboksylaza ornityny. Enzymy te zaburzają najczęściej prawidłową fizjologię komórki.

### Skóra
Jednym z najbardziej charakterystycznych objawów zatrucia dioksynami jest występowanie trądziku chlorowego, zwanego również chlorakną (łac. chloracne). Przejawia się on występowaniem na twarzy, klatce piersiowej oraz plecach zaskórników i torbieli, spowodowanych zaburzeniami w anatomii i fizjologii gruczołów łojowych. Schodzenie zmian wymaga zazwyczaj długotrwałego, zaawansowanego leczenia i w większości przypadków pozostawia po sobie trwałe blizny. Dioksyny oddziałują także na komórki naskórka oraz mieszków włosowych, powodując u nich hiperplazję (rozrost) oraz hiperkeratozę. Mniej poważnymi i rzadziej występującymi objawami ekspozycji na PCDDs są: zapalenia spojówek, brązowienie paznokci oraz nadmierne owłosienie ciała.

### Układ kostny i zęby
Ekspozycja na dioksyny może powodować rozwój schorzeń kości. W badaniach prowadzonych na szczurach stwierdzono negatywny wpływ PCDDs na skład ich tkanki kostnej oraz zaburzenia jej funkcjonowania. Następowało u nich obniżenie wytrzymałości kości, a także zwiększenie gęstości ich warstwy korowej. Również w okresie prenatalnym, a także w okresie spożywania mleka matki ekspozycja na dioksyny miała u młodych szczurów negatywny wpływ na rozmiar, wytrzymałość mechaniczną oraz mineralizację kośćca. Badania in vitro przeprowadzane na osteoblastach wykazały z kolei zaburzenia zróżnicowania oraz zmniejszenie zdolności do migracji pod wpływem obecnej w pożywce hodowlanej 2,3,7,8-TCDD. Dioksyna ta powodowała także zahamowanie biosyntezy białek odpowiedzialnych za organizację cytoszkieletu osteoblastów.
Po 25 latach od katastrofy w Seveso we Włoszech poddano analizie stan uzębienia mieszkańców regionu, którego dotknęło to skażenie. Zdiagnozowano u nich wówczas bardzo wiele schorzeń zębów, jak m.in.: zaburzenia rozwoju koron i korzeni zębowych, hipodoncja, liczne defekty szkliwa, a także występowanie tzw. zębów noworodkowych. Ten sam zespół badawczy prowadził kilkanaście lat wcześniej badania in vivo uzębienia szczurów poddanych działaniu 2,3,7,8-TCDD. Obserwacje, jakie odnotowano w trakcie prowadzenia tych badań, to m.in.: perforacje komory miazgi w okolicach brzegów siecznych, powiększenie komory miazgi, a co za tym idzie – zmniejszenie gęstości zębów, słaba mineralizacja szkliwa, a także różne inne zaburzenia morfologii oraz struktury zębów.

### Układ krwionośny
Wyniki badań epidemiologicznych wskazują jednoznacznie, iż ryzyko wystąpienia chorób układu sercowo-naczyniowego jest wyższe u osób o podwyższonej ekspozycji na PCDDs. Związki te, podobnie jak PCBs, mogą powodować także zaburzenia funkcjonowania endotelium, co stanowi z kolei czynnik ryzyka rozwoju wielu chorób układu krążenia, w tym m.in. miażdżycy oraz nadciśnienia tętniczego. U szczurów długotrwałe narażenie na dioksyny oraz polichlorowane bifenyle było przyczyną kardiomiopatii, a także przewlekłego zapalenia tętnic.

### Wątroba
Działanie hepatotoksyczne dioksyn może z kolei, w wyniku hiperplazji i hipertrofii hepatocytów, doprowadzić do hepatomegalii. Innymi potencjalnymi schorzeniami, które mogą wystąpić w przypadku ekspozycji organizmu na dioksyny są porfirie wątrobowe.

### Układ immunologiczny
Dioksyny oraz związki dioksynopodobne wykazują bardzo istotne oddziaływanie na układ odpornościowy. Powodują one m.in. wzrost podatności organizmu na infekcje. Po przebadaniu populacji osób dorosłych narażonych na wieloletnią ekspozycję na duże dawki DLCs zaobserwowano u nich odwrotną zależność pomiędzy stężeniem immunoglobuliny G (IgG), a TCDD w surowicy krwi. DLCs powodują ponadto: zwiększenie miana przeciwciał przeciwjądrowych, spadek liczby komórek NK oraz odkładanie się kompleksów immunologicznych w tkankach i narządach. Mogą one także spowodować atrofię obwodowych węzłów chłonnych, śledziony oraz grasicy.
Gdy w Holandii przebadano dzieci narażone na kontakt z PCDDs oraz PCBs, stwierdzono u nich obniżone poziomy monocytów oraz granulocytów w surowicy krwi. Częściej borykały się one także z różnymi schorzeniami. Około trzy razy częściej, w porównaniu ze zdrowymi dziećmi, chorowały na nawracające zapalenie ucha środkowego. W przypadku ospy wietrznej różnica ta była siedmiokrotna.

### Gospodarka hormonalna i rozrodczość
Ze względu na budowę chemiczną zbliżoną do hormonów steroidowych, dioksyny oraz związki dioksynopodobne mogą zaburzać prawidłową gospodarkę hormonalną organizmu (patrz: związki endokrynnie czynne). Oddziałują one bowiem na syntezę, wydzielanie, a także transport hormonów steroidowych, w szczególności w gonadach (zarówno męskich, jak i żeńskich) oraz tarczycy. Badania prowadzone na szczurach dowiodły, że nawet pojedyncza dawka 2,3,7,8-TCDD redukuje ich płodność poprzez zaburzenie prawidłowego poziomu estradiolu w surowicy krwi samic. W badaniach na małpach, poza estradiolem, obniżeniu ulegał również poziom progesteronu. U niektórych samic skutkowało to nawet całkowitym zahamowaniem owulacji. W wyniku badań prowadzonych na samcach wykazano z kolei odwrotną korelację stężeń DLCs oraz testosteronu w surowicy krwi. Inne badania wykazały wpływ PCDDs oraz PCDFs na tarczycę. Związki te powodują zaburzenia poziomu hormonów związanych z tym gruczołem (w szczególności podnoszą poziom TSH), co skutkuje upośledzeniem sprawności psychomotorycznej.
W latach 90. XX wieku rozpoczęto prowadzenie intensywnych badań nad wpływem PCDDs, PCDFs oraz PCBs na układ rozrodczy. Udowodniono wówczas, iż związki te, poza zakłócaniem endokrynnego systemu wydzielania hormonalnego, mają bezpośredni wpływ także na proces replikacji DNA, co skutkuje obniżeniem żywotności ludzkich plemników. Szczególnie intensywne działanie pod tym względem wykazuje 2,3,7,8-TCDD. W badaniach na szczurach udowodniono, że dioksyny wpływają także na kolejne pokolenie tych zwierząt, upośledzając proces spermatogenezy zachodzący w jądrach samców osobników potomnych oraz powodując zmiany w ich kanalikach nasiennych.
Nawet pojedyncza dawka 2,3,7,8-TCDD zmniejsza płodność badanych szczurów. Ponadto dioksyna ta, podana jednorazowo w dawce 5 µg/kg masy ciała, wywołuje w jajnikach potomnych samic istotne zmiany histopatologiczne, skutkujące drastycznym obniżeniem liczby (a czasem nawet całkowitym brakiem) oocytów oraz występowaniem niezdegenerowanych ciałek żółtych. Wysokie dawki PCDDs hamują także niektóre funkcje
jajników, zaburzając przy tym owulację oraz cały cykl rozrodczy. DLCs prawdopodobnie oddziałują także na proces folikulogenezy. Sugerują to badania autonomicznej sekrecji hormonów steroidowych jajnika, prowadzone w warunkach in vitro. Wykorzystując kokultury (tj. hodowle złożone z przynajmniej dwóch różnych typów komórek, umieszczonych we wspólnym naczyniu) otrzymano informację o ich wzajemnym wpływie na rodzaj i ilość wydzielanych hormonów. W warunkach laboratoryjnych dawki TCDD zbliżone do tych, które występują naturalnie w środowisku, powodowały obniżenie sekrecji estradiolu przez komórki warstwy ziarnistej izolowane z pęcherzyków jajnikowych.
Badania wykazały, iż częstotliwość samoistnych poronień u kobiet w ciąży zwiększa się wraz ze wzrostem stężenia DLCs w surowicy krwi. Ksenobiotyki te przenikają przez łożysko do krwiobiegu płodu, powodując u niego różne zaburzenia już w okresie prenatalnym. Noworodki narażone na dioksyny i związki dioksynopodobne najczęściej rodzą się ze zmniejszoną wielkością ciała oraz obwodem głowy. Obserwuje się u nich również obniżone napięcie mięśniowe. Okresem, w którym ryzyko wystąpienia wad wrodzonych, spowodowanych ekspozycją na DLCs jest największe, jest pierwszy trymestr ciąży.
Zwiększony odsetek samoistnych poronień oraz urodzeń noworodków z wadami wrodzonymi (m.in. rozszczepienie podniebienia, wodogłowie, wady cewy nerwowej) obserwowany jest także na obszarach, które podczas wojny w Wietnamie zostały skażone herbicydem „Agent Orange”.

### Kancerogenność
DLCs wykazują działanie rakotwórcze, potwierdzone wieloma badaniami. Mogą powodować powstawanie guzów (zarówno łagodnych, jak i złośliwych) w wątrobie i płucach, a także w tarczycy oraz układzie limfatycznym. Jedną z najbardziej narażonych na kancerogenne działanie tych związków grup zawodowych są kominiarze. Analizy próbek pobranego od nich moczu wykazały w nim obecność dioksyn oraz związków dioksynopodobnych. U osób zamieszkujących tereny w pobliżu spalarni śmieci, emitujących DLCs do atmosfery, obserwuje się natomiast zwiększoną częstotliwość występowania chłoniaków oraz mięsaków.
1 czerwca 1997 roku Międzynarodowa Agencja Badań nad Rakiem (ang. International Agency for Research on Cancer, IARC) sklasyfikowała 2,3,7,8-TCDD jako substancję kancerogenną 1. grupy. Oznacza to, że jej kancerogenność nie ulega wątpliwości i została potwierdzona w licznych badaniach. U szczurów dioksyna ta powoduje wzrost częstotliwości występowania guzów w różnych tkankach oraz narządach. U gryzoni tych odnotowywano m.in. zwiększoną zachorowalność na raka wątrobowokomórkowego oraz złośliwe nowotwory: języka, podniebienia twardego, małżowin nosowych, a także płuc. Często występowały u nich także gruczolaki tarczycy. Po podaniu dioksyny przez skórę obserwowano natomiast wzrost zachorowalności na włókniakomięsaki skóry. Podana podskórnie lub dootrzewnowo wywoływała z kolei nowotwory płaskokomórkowe skóry.
Badania dowiodły również, iż ekspozycja na 2,3,7,8-TCDD jest jedną z przyczyn powstawania raka sutka u kobiet. Ryzyko zachorowania zależne jest w dużej mierze od etapu rozwoju, w którym występowało narażenie na kancerogen. Jeżeli miało ono miejsce w okresie postnatalnym, objawiać się będzie zazwyczaj wyłącznie osłabieniem rozwoju sutków. Ekspozycja w okresie prenatalnym (a także krótko po urodzeniu, w okresie pobierania pokarmu od matki) powoduje natomiast, oprócz wzrostu częstotliwości występowania wspomnianych nowotworów u potomstwa, zwiększoną ogólną śmiertelność płodów w następnym pokoleniu. Badania populacji kobiet zamieszkujących rejon Seveso we Włoszech, przeprowadzone 25 lat po incydencie związanym z wyciekiem dioksyn, poza zwiększoną chorobowością raka sutka wykazały również zwiększoną zapadalność na nowotwory układu limfatycznego oraz krwiotwórczego.

## Regulacje i monitoring
PCDDs, PCDFs i PCBs zostały uznane za trwałe zanieczyszczenia organiczne i jako takie w 2001 weszły do pierwszych dwunastu grup substancji objętych ograniczeniami Konwencji sztokholmskiej w sprawie trwałych zanieczyszczeń organicznych. Ponieważ PCDDs i PDCFs (oraz niektóre PCBs) należą do kategorii zanieczyszczeń uwalnianych nieintencjonalnie, konwencja nie zakazuje ich używania, lecz wskazuje na procedury zmniejszające ryzyko ich powstawania.
Oprócz badania zawartości dioksyn w produktach żywnościowych w Unii Europejskiej dioksyny są elementem monitoringu jakości wód. Dioksyny początkowo nie były uznawane za substancje priorytetowe w dziedzinie polityki wodnej Unii Europejskiej, jednak były na liście obserwacyjnej i w 2013 zostały dołączone do listy substancji priorytetowych. Monitoringowi w wodach powierzchniowych podlegają następujące dioksyny: 7 polichlorowanych dibenzo-p-dioksyn (PCDDs): 2,3,7,8-T4CDD (numer CAS: 1746-01-6), 1,2,3,7,8-P5CDD (numer CAS: 40321- 76-4), 1,2,3,4,7,8-H6CDD (numer CAS: 39227-28-6), 1,2,3,6,7,8-H6CDD (numer CAS: 57653-85-7), 1,2,3,7,8,9-H6CDD (numer CAS: 19408-74-3), 1,2,3,4,6,7,8-H7CDD (numer CAS: 35822-46-9), 1,2,3,4,6,7,8,9-O8CDD (numer CAS: 3268-87-9), 10 polichlorowanych dibenzofuranów (PCDFs): 2,3,7,8-T4CDF (numer CAS: 51207-31-9), 1,2,3,7,8-P5CDF (numer CAS: 57117-41- 6), 2,3,4,7,8-P5CDF (numer CAS: 57117-31-4), 1,2,3,4,7,8-H6CDF (numer CAS: 70648-26-9), 1,2,3,6,7,8-H6CDF (numer CAS: 57117-44-9), 1,2,3,7,8,9-H6CDF (numer CAS: 72918-21-9), 2,3,4,6,7,8-H6CDF (numer CAS: 60851-34-5), 1,2,3,4,6,7,8-H7CDF (numer CAS: 67562-39-4), 1,2,3,4,7,8,9-H7CDF (numer CAS: 55673-89-7), 1,2,3,4,6,7,8,9-O8CDF (numer CAS: 39001-02-0) oraz 12 dioksynopodobnych polichlorowanych bifenyli (PCB-DL): 3,3’,4,4’-T4CB (PCB 77, numer CAS: 32598-13-3), 3,3’,4’,5-T4CB (PCB 81, numer CAS: 70362-50-4), 2,3,3’,4,4’-P5CB (PCB 105, numer CAS: 32598-14-4), 2,3,4,4’,5-P5CB (PCB 114, numer CAS: 74472-37-0), 2,3’,4,4’,5-P5CB (PCB 118, numer CAS: 31508-00-6), 2,3’,4,4’,5’-P5CB (PCB 123, numer CAS: 65510-44-3), 3,3’,4,4’,5-P5CB (PCB 126, numer CAS: 57465-28-8), 2,3,3’,4,4’,5-H6CB (PCB 156, numer CAS: 38380-08-4), 2,3,3’,4,4’,5’-H6CB (PCB 157, numer CAS: 69782-90-7), 2,3’,4,4’,5,5’-H6CB (PCB 167, numer CAS: 52663-72-6), 3,3’,4,4’,5,5’-H6CB (PCB 169, numer CAS: 32774-16-6), 2,3,3’,4,4’,5,5’-H7CB (PCB 189, numer CAS: 39635-31-9). Uznano je wówczas za substancje nie tylko priorytetowe, ale również niebezpieczne, a środowiskową normę jakości dla sumy monitorowanych dioksyn ustalono na poziomie 0,0065 μg·kg−1TEQ.
Ze względu na zdolność do bioakumulacji norma dla dioksyn monitorowanych podczas klasyfikacji jakości wody w Unii Europejskiej dotyczy zawartości dioksyn w świeżej masie organizmów wodnych – ryb, skorupiaków lub mięczaków. W poszczególnych krajach zawartość w tkankach zwierząt różnych gatunków jest monitorowana, przy czym najczęściej dotyczy to ich tkanki mięśniowej, a rzadziej innych tkanek miękkich. W oznaczaniu zawartości w ciele mięczaków nie jest pod uwagę brana masa muszli. Po kilku latach monitoringu w UE nie znalazły się wśród zanieczyszczeń najczęściej obniżających stan chemiczny wód. W latach 2016 i 2017 w Polsce monitorowano zawartość dioksyn w około 500 jednolitych części wód powierzchniowych rzecznych i nie stwierdzono przekroczeń normy.
Według danych Europejskiej Agencji Środowiska w między latami 1990 a 2016 w prawie wszystkich krajach członkowskich spadła emisja sumy dioksyn i furanów. W przypadku Cypru i Malty osiągnięto spadek stuprocentowy. Ponaddziewięćdziesięcioprocentowy spadek nastąpił też w krajach Beneluksu, Francji i Islandii. Stosunkowo nieduży – kilkunastoprocentowy – spadek nastąpił w Finlandii, Polsce i Słowenii. W dwóch krajach – Rumunii i Grecji nastąpił wzrost emisji.